# Elevkampanjen
Elevkampanjen är en socialistisk elevfacklig organisation. Elevkampanjen är den svenska gruppen av Youth against Racism in Europe (Ungdom Mot Rasism i Europa, inte att förväxla med Ungdom mot rasism).